# Александер-Бей (аэропорт)
Александер-Бей (англ. Alexander Bay Airport; IATA: ALJ, ICAO: FAAB) — аэропорт в одноимённом городе Александер-Бей, Северо-Капская провинция, ЮАР.
Аэропорт находится на высоте 30 м над уровнем моря. Он имеет одну асфальтированную взлетно-посадочную полосу, обозначенную как 01/19, имеющая размеры 1848x46 метров. Он также имеет две гравийные взлетно-посадочные полосы: 07/25 (1676х36 м) и 11/29 (1470х35 метров).